# Монтелепре
Монтелепре (італ. Montelepre, сиц. Muncilebbri) — муніципалітет в Італії, у регіоні Сицилія,  метрополійне місто Палермо.
Монтелепре розташоване на відстані близько 430 км на південь від Рима, 18 км на захід від Палермо.
Населення — 6373 особи (2014).

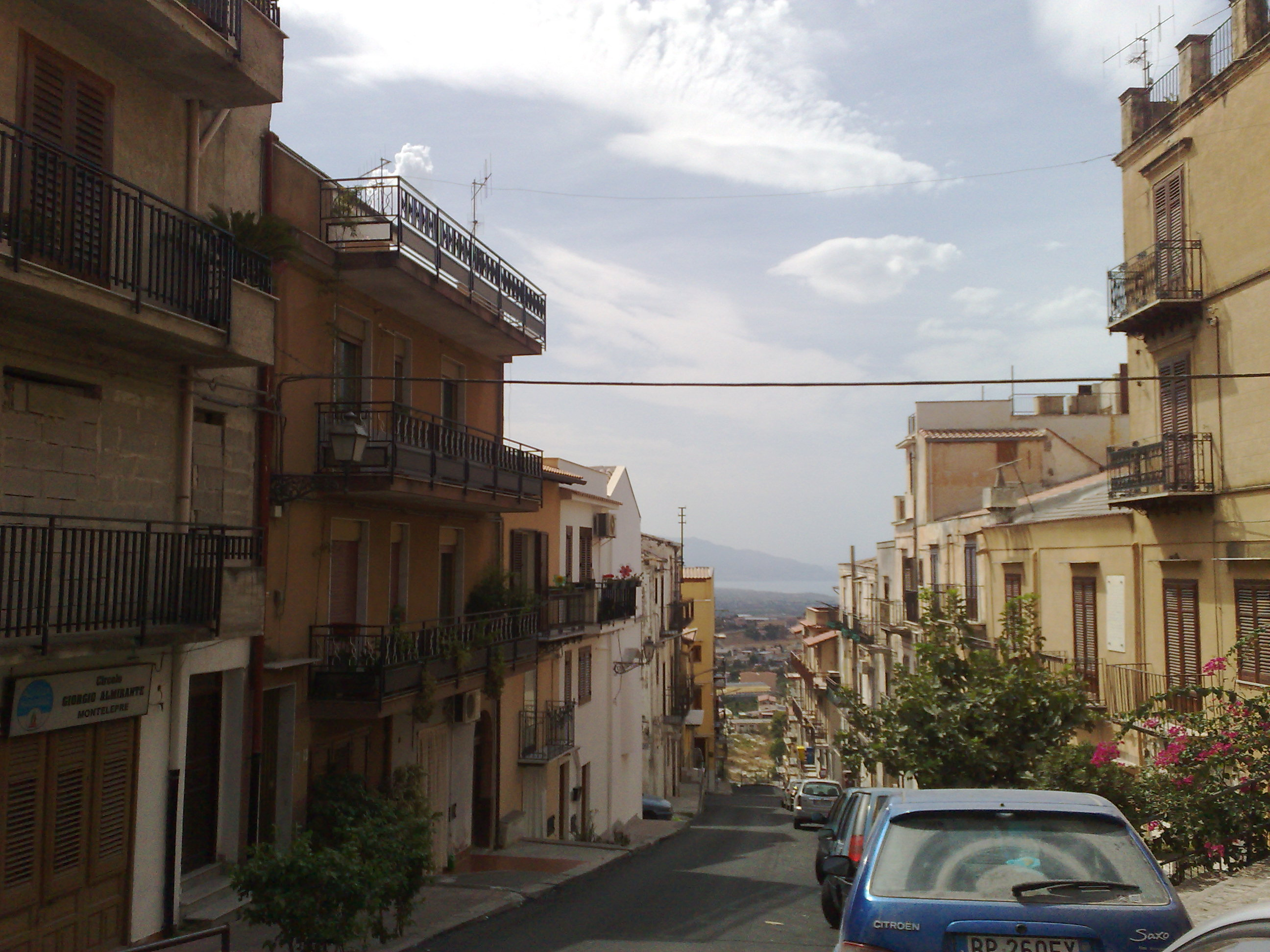

Щорічний фестиваль відбувається 13 червня. Покровитель — SS. Crocifisso.

## Демографія
Населення за роками:

Станом на 1 січня 2023 року в муніципалітеті офіційно проживало 125 іноземців з 17 країн, серед них 90 громадян країн Євросоюзу та 2 громадяни України.

## Сусідні муніципалітети
- Карині
- Джардінелло
- Монреале